# 신이 초등학교역
신이 초등학교역은 가오슝 첩운 귤선의 1역이다.

## 역 구조

### 승강장
| 지면     | 출입구                              | 출입구                                              |
| 지하 1층 | 승강장                              | 출입구                                              |
| 지하 1층 | 승강장                              | 화장실                                              |
| 지하 2층 | 1호 플랫폼                          | ←가오슝 첩운 귤선 하마센방면（포르모사 불로보드역） |
| 지하 2층 | 플랫폼，문의 왼쪽 / 오른쪽 열립니다 |                                                     |
| 지하 2층 | 2호 플랫폼                          | 가오슝 첩운 귤선 다랴오방면（문화종심역）→          |

## 역 출입구
역의 북쪽의 서쪽 끝 부분에 위치한 출입구1，출입구2은 중간에 있는 역，역의 남쪽의 서쪽 끝 부분에 위치한 출입구3，역의 남쪽의 동쪽 끝에 위치는 출입구4，역의 북쪽의 동쪽 끝에 위치는 출입구5
- 출입구1：신이 초등학교, 신싱 구 관리 센터
- 출입구2：신이 초등학교
- 출입구3：가오슝시 과세 행정 건물
- 출입구4：가오슝 비즈니스 호텔, 딩신공원
- 출입구5：CKS종증건물